# Petrus Gudelinus

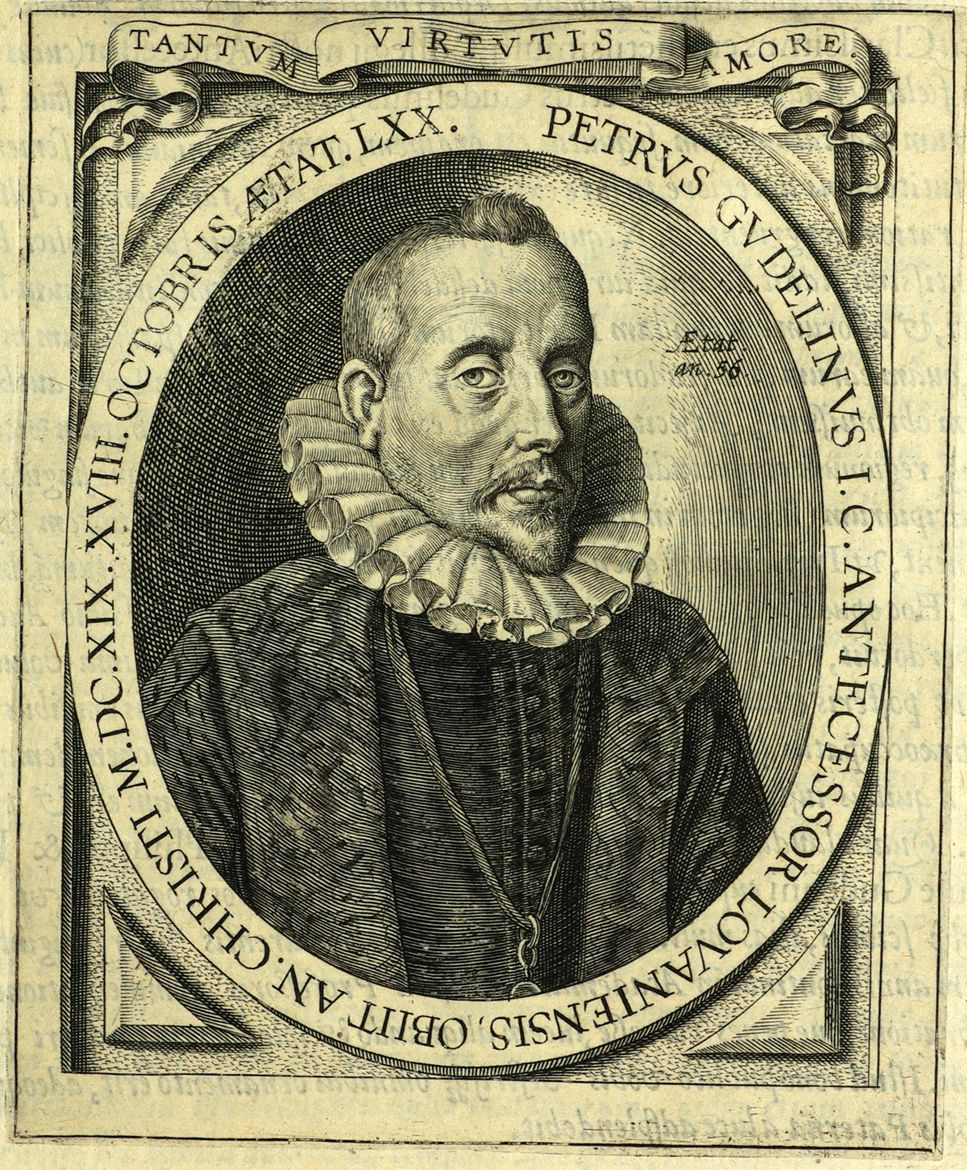
Portret van Petrus Gudelinus, gevonden in zijn Commentariorvm de ivre novissimo libri sex (1620), Stedelijke Erfgoedbibliotheek-Stadsarchief Mechelen A.03561 (f. a4 verso)

Petrus Gudelinus of Pierre Goudelin (Aat, 8 augustus 1550 – Leuven, 18 oktober 1619) was een hoogleraar in de rechten en rector van de Universiteit Leuven.

## Levensloop
Gudelinus stamde uit een patriciërsfamilie in Aat, in het graafschap Henegouwen in de Spaanse Nederlanden. Vanaf zijn 14e jaar studeerde hij Vrije Kunsten aan de Leuvense universiteit, in Spaans-Brabant. Vanaf zijn 17e studeerde hij zowel wiskunde als rechten. Hij koos ervoor om af te studeren in de rechten (1572).
Vanaf 1572 werkte hij als advocaat voor de Grote Raad van Mechelen, de hoogste rechtbank van de Spaanse Nederlanden. Het bestuur van de hertog van Alva had van Mechelen een desolate stad gemaakt, met angst voor repressie. Alhoewel Gudelinus zich niet schuldig maakte aan staatsgevaarlijke activiteiten, vluchtte hij in 1572 weg uit Mechelen. Meerdere jaren was hij daarna werkzaam als advocaat in zijn geboortestad Aat.
Zijn oud-professoren in Leuven trokken hem meer en meer aan om lessen te geven aan de studenten in de rechten. In 1582 werd Gudelinus benoemd tot hoogleraar Romeins Recht. Hij doceerde de vakken Pandectes en de Codex. In het jaar 1583 en in 1589 was Gudelinus rector van de universiteit. Tussenin doctoreerde hij tot doctor in utroque jure, wat wil zeggen in zowel kerkelijk als burgerlijk recht. Op de vragen vanuit Aat en Mechelen om terug te keren naar zijn oude functie, ging hij niet in.
In Leuven zetelde hij ook in de rechtbank van Privilegies, een tuchtrechtbank in academische en stedelijke zaken.
Zijn lesnota's werden gretig gelezen en gekopieerd. Zo behandelde hij het volkenrecht vanuit Romeins perspectief. Wat slavenhandel betrof, meende hij dat Spaanse heren hun slaven moesten vrijlaten, omdat de Spaanse Nederlanden het wettelijk statuut van slaaf niet kenden.

## Gezin
In 1590, veertig geworden, achtte Gudelinus de tijd gekomen om te trouwen. Als rijke burger had hij keuze te over en hij verkoos Marie van der Stegen, dochter van een raadsheer bij de Staten van Brabant. Ze kregen drie zoons en vier dochters.

## Publicaties
Na zijn dood (1619) publiceerden zijn zonen 10 door hem geschreven boeken. Het ging hoofdzakelijk om zijn uitgeschreven lesnota's, in het Latijn. Ze verschenen hoofdzakelijk in Leuven en Antwerpen. Herdrukken vonden plaats in Leiden, Keulen, Arnhem en Frankfurt.
- De jure pacis commentarius, in quo praecipuae de hoc jure questionis distincties capitibus eleganter pertractantur, Leuven, 1620.
- De jure novissimo libri sex. optima methodo accurate et erudite conscripti, additis harum vicinarumque regionum moribus, Antwerpen, 1620.
- De jure feudorum commentarii, ad mores Belgii et Franciae conscripti, Leuven, 1624.
- Syntagmata regularum juris, Antwerpen, 1646.
- De ivre feudorum et pacis commentarii, ad mores Belgii ac Franciae conscripti : quibus in hac iterata editione accessêre Henrici Zoesii ... Praelectiones fevdales. (Leuven, Hieronymus Nempe, 1663), available at KU Leuven Special Collections.